# Манастир Икосифиниса
Манастир Икосифиниса, Косница, Кошница (грч. Εικοσιφοινισσα, Κοσινιτζα, Κοσνιτζα) је активни женски манастир Драмске митрополије Грчке православне цркве, који се налази у једној цркви на североистоку Амфипоља у периферији Сере на периферији Централне Македоније граничи се са регионалном јединицом Кавала у Источној Македонији и Тракији, 33 километра од Кавале и 35 километара од Драме. Налази се на надморској висини од 753 метра. Према попису из 2011. године, у манастиру живе 24 монахиње.
Један од најстаријих грчких манастира у Источној Македонији, центар православља и образовања, као и побуњеничких активности грчких Македонаца.
Манастир су опљачкале бугарске трупе током Првог светског рата, по сликовитим речима васељенског патријарха Вартоломеја, „од стране једноверних јуришника са севера“. Украдене мошти до данас су у Софији, која је предмет грчко-бугарских међуцрквених и дипломатских тензија.

## Оснивање манастира
Првобитни манастир је основан за живота епископа Филипског Созона, који је учествовао на Четвртом васељенском сабору (451). Према црквеном предању, епископ Созон је око 450. године подигао храм и манастирски комплекс у атару Вигле, недалеко од данашњег манастира. Међутим, овај манастирски комплекс је годинама напуштен, а садашњи манастир је у суштини основао Свети Герман у 8. веку.

## Име манастира
Постоје 3 етимолошке верзије о пореклу имена манастира:
- Ктитор манастира, Свети Герман, налазио се у близини манастира Светог Јована Крститеља у Палестини, у малој оази са 20 палми и примио је глас од Богородице да подигне манастир. У знак сећања на ову област дао је име манастиру Панагија Икосифиниса (Παναγια η Εικοσιφοινισσα – Богородица од двадесет палми).
- Чувени грчки песник и хронограф 18. века Цезарије Дапонтес (1783-1784) назвао је манастир Косифиница (Κοσσυφινιτσα), позивајући се на легенду према којој је кос (грч – косифос) довео је светог Германа да место где и према Данас тече извор Свете Воде испод параклиса Свете Варваре.
- Игуман манастира Хрисант писао је 1782. године да док је свети Герман, по подизању манастира, тражио одговарајућу даску да наслика икону Богородице, она му се чудесно приказала. са иконом која је сачувана до данас, која је искрила и зрачила светлошћу финикуна (грч. φοινικουν – односно црвенкаста светлост), одакле (икон-финисса), према игуману, потиче данашњи назив Икосифиниса.

## Ктитор манастира
По црквеном предању, свети Герман је, после монашког боравка у манастиру Светог Јована Крститеља на реци Јордану, напустио Палестину и у виђењу дошао к њему у област Вигле на гори Пангеон на граници средње и источне Македоније око 718. године. Тамо је открио рушевине старог манастира које је изградио Созон. Почео је да гради нови манастир, али новац прикупљен за градњу није био довољан за плаћање неимара, због чега је Герман, сав крвав, одведен у град Драму да му се суди. На путу су рањеног светитеља дочекали цариградски чиновници Николаос и Неофит, који су се упутили у Србију као изасланика цара Василија I Македонца. Званичници су платили неимаре и пустили светитеља. Касније су продали своје имање и замонашили се у манастиру поред Светог Германа.

## Новија историја манастира
Много векова историја манастира је остала у сенци. Археолошки докази указују да је манастирски католикон обновљен у 11. веку. Манастир је постао ставропигијалан по сигилију патријараха Симеона Трапезундског и Максима ИИИ, односно био је у директној зависности од Васељенског Патријарха.
Манастир је доживео нови процват 1472. године, када се ту настанио васељенски патријарх Дионисије И, због чега је Дионисије проглашен за другог ктитора манастира и црква га је прогласила за свеца. Патријаршијске сигиле за манастир издали су и васељенски патријарси: Јеремија И (1544), Митрофан ИИИ (1567) и И Јеремија ИИ (1573). Године 1610. манастир је посетио митрополит Мирликијски Матеј, који је био коаутор канона Панагије Ахеиропоетос. Године 1798, после свог првог патријархалног периода, будући народни мученик и светитељ Григорије В (Цариградски патријарх) је прогнан у манастир.
Све у свему, током отоманског периода, допринос манастира очувању православља и хеленизма у источној Македонији био је непроцењив, услед чега је манастир више пута рушен турским и бугарским нападима. Турци су 25. августа 1507. године масакрирали 172 монаха[7] манастира, изнервирани настојањима манастира да сачува грчки карактер овог краја. Три године касније овде је стигло 10 монаха из манастира Ватопед на Светој Гори да обнове манастир.